# Schedorhinotermes lamanianus
Schedorhinotermes lamanianus es una especie de termita subterránea del género Schedorhinotermes, de la familia Rhinotermitidae, orden Blattodea. Fue descrita por Sjöstedt en 1911.

## Distribución
Se distribuye por África: Angola, República Democrática del Congo, Ghana, Guinea Ecuatorial, Costa de Marfil, Kenia, Malaui, Mozambique, Namibia, Nigeria, Sierra Leona, Sudáfrica, Suazilandia, Tanzania, Uganda y Zimbabue.

## Tratamiento taxonómico
Fue publicada en Sjöstedt, Y. (1911c) Zur Termitenfauna Kongos. Entomologisk Tidskrift, 32(3-4), 137–170.